# Segoe
Segoe — сімейство шрифтів стилю гуманістичний гротеск, найбільш відоме завдяки використанню його корпорацією Microsoft у своїх продуктах, онлайн-публікаціях та маркетингових матеріалах, зокрема в логотипах. Підродина шрифтів Segoe UI використовується в багатьох програмах Microsoft і постачається разом із ними (наприклад, Microsoft Office 2007 і Windows Live Messenger 2009). Він також є системним шрифтом за замовчуванням, починаючи з Windows Vista, і використовується в поштовому сервісі Outlook. У серпні 2012 року Microsoft представила свій новий логотип, набраний шрифтом Segoe, який прийшов на зміну логотипу, що використовувався попередні 25 років.
Торгова марка Segoe належить Microsoft, хоча оригінальна гарнітура була розроблена Monotype. Segoe підтримує кирилицю.

## Історія
Гарнітура Segoe була розроблена Стівом Меттесоном під час його роботи в компанії Agfa-Monotype. Microsoft придбала ліцензію на шрифт для використання в брендових цілях і як шрифт інтерфейсів. Шрифт проєктувався з урахуванням вимог ладності та зручності читання. Меттесон створив набір жирних і курсивних накреслень у гуманістичному стилі.

## Segoe UI
Segoe UI (User Interface — інтерфейс користувача) — підродина шрифтів Segoe, що використовується в продуктах корпорації Microsoft. Застосовується в інтерфейсах і друкованих матеріалах для одноманітного відображення тексту на великій кількості мов. Від свого попередника — шрифту Tahoma, його можна легко відрізнити за більш заокругленими формами літер.
Вперше як системний шрифт Segoe UI був представлений у Windows Vista. У версіях Windows 8, 8.1, 10 і 11 шрифт Segoe UI зазнав низки технічних змін і стилістичних відмінностей.

### Варіації
- Segoe UI Emoji — шрифт з емодзі.
- Segoe UI Mono — моноширинний шрифт.
- Segoe UI Symbol — шрифт із підтримкою спеціальних символів та деяких історичних писемностей (включаючи глаголицю).
- Segoe UI Historic — шрифт із підтримкою різних історичних писемностей Європи (включаючи глаголицю), Близького Сходу та Індії. Постачання з Windows 10.
- Segoe MDL2 Assets — шрифт із підтримкою спеціальних символів, покликаний замінити Segoe UI Symbol. Постачання з Windows 10.
- Segoe Marker — шрифт, що імітує лист фломастером.
- Segoe Print та Segoe Script — шрифти, що імітують рукопис.
- Segoe Chess — шрифт для малювання шахівниці.
- Segoe UI Variable — варіативний шрифт, доданий у Windows 11. Шрифт спроєктований таким чином, щоб добре виглядати як у низькому кеглі, так і на екранах з високою щільністю точок на дюйм, чому в попередніх версіях Segoe UI було приділено не таку увагу.